# Ruth Cerezo-Mota
Ruth Cerezo-Mota ist eine mexikanische Klimawissenschaftlerin.

## Leben
Cerezo-Mota absolvierte ihr Studium der Ozeanologie an der Autonomen Universität Baja California (UABC), das sie im Juli 2002  mit dem Bachelor abschloss. Ihre Masterarbeit in Physikalischer Ozeanografie, die sie am Centro de Investigación Científica y de Educación Superior de Ensenada (CICESE) durchführte, schloss sie im November 2004 ab. Anschließend promovierte sie an der Universität Oxford im Bereich der Atmosphärischen, Ozeanischen und Planetarischen Physik, wobei sie sich auf die Mechanismen der Niederschlagssteuerung in der Nordamerikanischen Monsunregion konzentrierte. Nach ihrer Promotion 2009 arbeitete Cerezo-Mota als Postdoktorandin an der Universität Kapstadt und der University of California, Los Angeles und war von Dezember 2012 bis Juli 2014 Professorin an der Universidad Veracruzana. Seit 2014 ist sie am Laboratorio de Ingeniería y Procesos Costeros des Instituto de Ingeniería der Nationalen Autonomen Universität von Mexiko tätig. Cerezo-Mota lebt und arbeitet in Mérida auf der Halbinsel Yucatán.

## Wirken
Cerezo-Mota hat sich auf die Erforschung regionaler Klimamodelle und die Untersuchung extremer Wetterereignisse sowie die interannuale Variabilität von Regen und Temperatur in Mexiko spezialisiert. In diesem Bereich leitet sie verschiedene klimabezogene Projekte, die von nationalen und internationalen Organisationen unterstützt werden. Als Autorin des achten Kapitels der Arbeitsgruppe I des Weltklimarates (IPCC) für den Sechsten Sachstandsbericht hat sie maßgeblich zu den internationalen Bemühungen im Bereich der Klimaforschung beigetragen und Erkenntnisse über die zukünftigen klimatischen Bedingungen in Regionen wie Zentralamerika, der Karibik und Mexiko geliefert. Veröffentlicht wurden ihre Forschungen u. a. in Journal of Climate und International Journal of Climatology. Ihre Forschungen zielen auf die Entwicklung von Strategien zur Minderung und Anpassung an den Klimawandel ab. In einem Gespräch mit David Carrington vom Guardian spricht sie offen über ihre Ernüchterung angesichts der schwindenden Chancen zur Abwendung einer Klimakatastrophe. Sie sagte über ihre Motivation zur Klimaforschung im Angesicht des Politikversagens: „Wir machen weiter, weil wir es tun müssen, damit [die Mächtigen] nicht sagen können, dass sie es nicht wussten. Wir wissen, wovon wir reden. Sie können sagen, dass es ihnen egal ist, aber sie können nicht sagen, dass sie es nicht wussten.“